# Cartelègue
Cartelègue est une commune du Sud-Ouest de la France, dans le département de la Gironde, en région Nouvelle-Aquitaine.
Ses habitants s'appellent les Cartelèguais.

## Géographie

### Localisation et accès
Commune viticole située dans le Blayais au nord de Blaye.

### Communes limitrophes
Les communes limitrophes sont  Campugnan, Eyrans, Mazion, Reignac, Saint-Paul et Étauliers.
|        | Étauliers  | Reignac   |
| Eyrans | Cartelègue | Campugnan |
| Mazion | Saint-Paul |           |

### Climat
Pour des articles plus généraux, voir Climat de la Nouvelle-Aquitaine et Climat de la Gironde.
Historiquement, la commune est exposée à un climat océanique aquitain.  
En 2020, Météo-France publie une typologie des climats de la France métropolitaine dans laquelle la commune est exposée à un climat océanique et est dans la région climatique  Aquitaine, Gascogne, caractérisée par une pluviométrie abondante au printemps, modérée en automne, un faible ensoleillement au printemps, un été chaud (19,5 °C), des vents faibles, des brouillards fréquents en automne et en hiver et des orages fréquents en été (15 à 20 jours).
Pour la période 1971-2000, la température annuelle moyenne est de 13,1 °C, avec une amplitude thermique annuelle de 14,6 °C. Le cumul annuel moyen de précipitations est de 917 mm, avec 12,2 jours de précipitations en janvier et 6,8 jours en juillet. Pour la période 1991-2020, la température moyenne annuelle observée sur la station météorologique la plus proche, située sur la commune de Saint-Savin à 12 km à vol d'oiseau, est de 13,9 °C et le cumul annuel moyen de précipitations est de 835,2 mm,. Pour l'avenir, les paramètres climatiques de la commune estimés pour 2050 selon différents scénarios d’émission de gaz à effet de serre sont consultables sur un site dédié publié par Météo-France en novembre 2022.

## Urbanisme

### Typologie
Au 1er janvier 2024, Cartelègue est catégorisée commune rurale à habitat dispersé, selon la nouvelle grille communale de densité à sept niveaux définie par l'Insee en 2022.
Elle appartient à l'unité urbaine de Blaye, une agglomération intra-départementale regroupant neuf  communes, dont elle est une commune de la banlieue,,. Par ailleurs la commune fait partie de l'aire d'attraction de Blaye, dont elle est une commune de la couronne,. Cette aire, qui regroupe 13 communes, est catégorisée dans les aires de moins de 50 000 habitants,.

### Occupation des sols

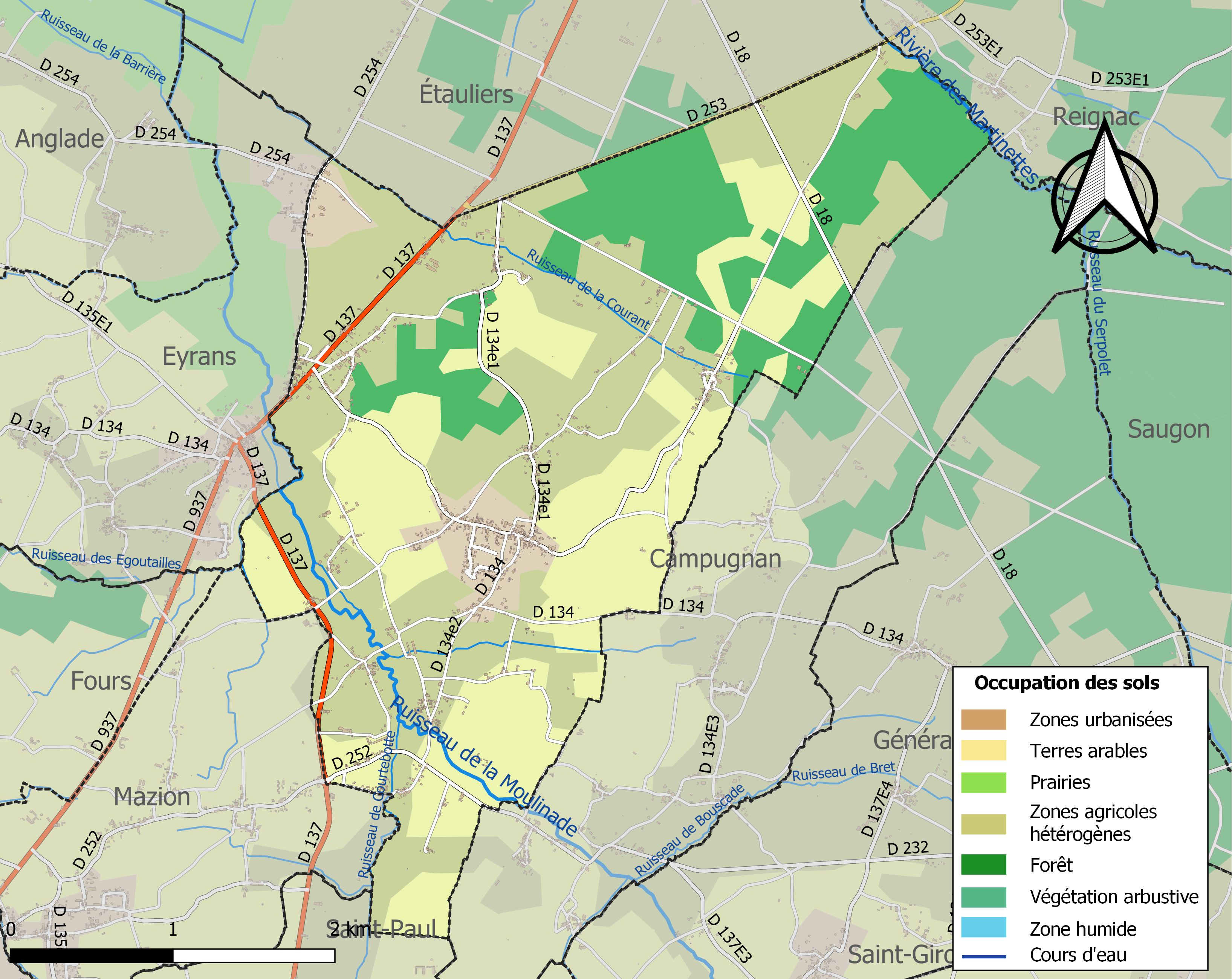
Carte des infrastructures et de l'occupation des sols de la commune en 2018 (CLC).

L'occupation des sols de la commune, telle qu'elle ressort de la base de données européenne d’occupation biophysique des sols Corine Land Cover (CLC), est marquée par l'importance des territoires agricoles (76,4 % en 2018), en diminution par rapport à 1990 (81,8 %). La répartition détaillée en 2018 est la suivante : 
zones agricoles hétérogènes (45,4 %), cultures permanentes (31,1 %), forêts (18,7 %), zones urbanisées (4,9 %). L'évolution de l’occupation des sols de la commune et de ses infrastructures peut être observée sur les différentes représentations cartographiques du territoire : la carte de Cassini (XVIIIe siècle), la carte d'état-major (1820-1866) et les cartes ou photos aériennes de l'IGN pour la période actuelle (1950 à aujourd'hui).

### Risques majeurs
Le territoire de la commune de Cartelègue est vulnérable à différents aléas naturels : météorologiques (tempête, orage, neige, grand froid, canicule ou sécheresse), inondations, feux de forêts, mouvements de terrains et séisme (sismicité faible). Il est également exposé à un risque technologique, le risque nucléaire. Un site publié par le BRGM permet d'évaluer simplement et rapidement les risques d'un bien localisé soit par son adresse soit par le numéro de sa parcelle.

#### Risques naturels
La commune a été reconnue en état de catastrophe naturelle au titre des dommages causés par les inondations et coulées de boue survenues en 1982, 1988, 1993, 1999 et 2009,.
Cartelègue est exposée au risque de feu de forêt. Depuis le 20 avril 2016, les départements de la Gironde, des Landes et de Lot-et-Garonne disposent d’un règlement interdépartemental de protection de la forêt contre les incendies. Ce règlement vise à mieux prévenir les incendies de forêt, à faciliter les interventions des services et à limiter les conséquences, que ce soit par le débroussaillement, la limitation de l’apport du feu ou la réglementation des activités en forêt. Il définit en particulier cinq niveaux de vigilance croissants auxquels sont associés différentes mesures,.
Les mouvements de terrains susceptibles de se produire sur la commune sont des tassements différentiels.

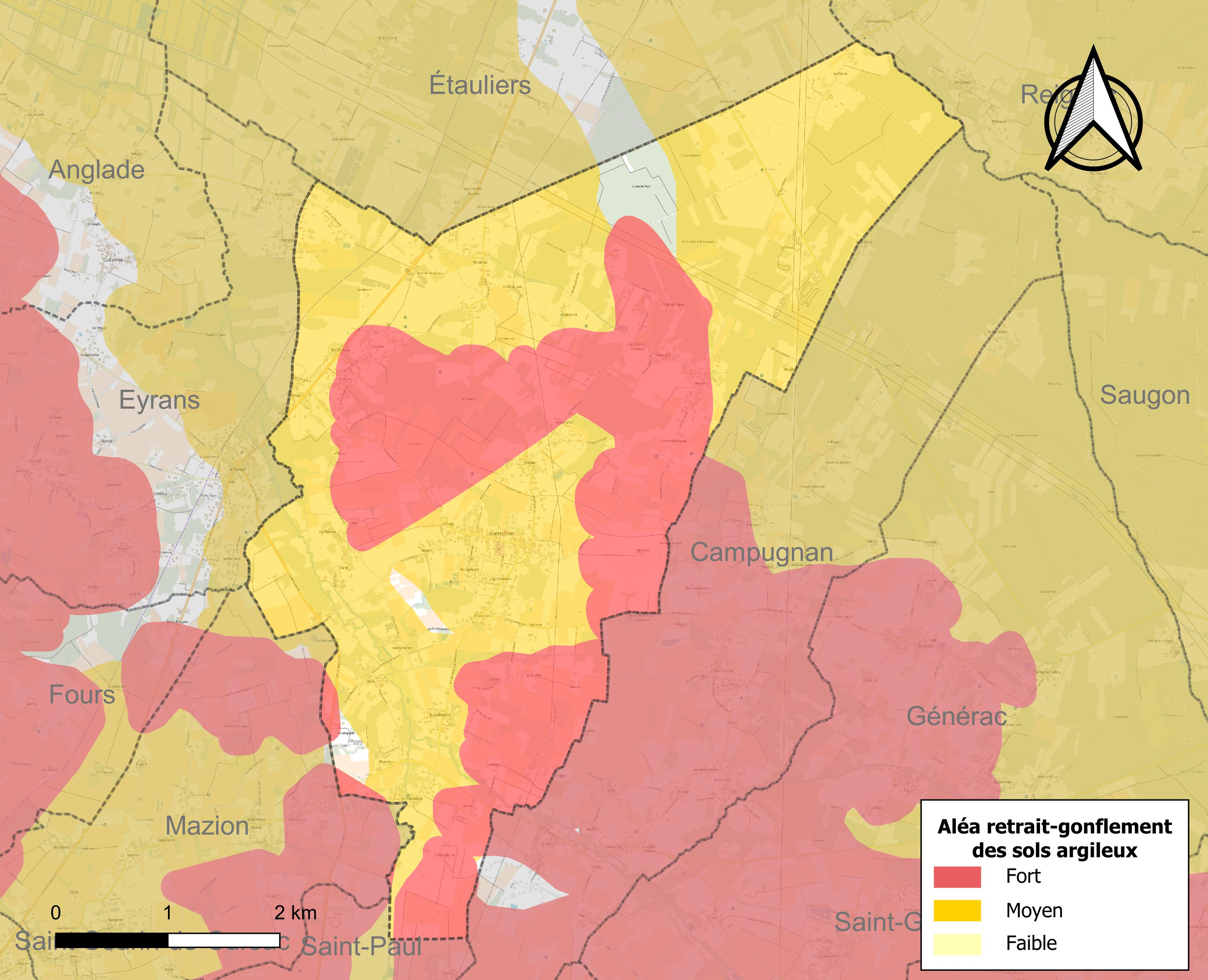
Carte des zones d'aléa retrait-gonflement des sols argileux de Cartelègue.

Le retrait-gonflement des sols argileux est susceptible d'engendrer des dommages importants aux bâtiments en cas d’alternance de périodes de sécheresse et de pluie. 97 % de la superficie communale est en aléa moyen ou fort (67,4 % au niveau départemental et 48,5 % au niveau national). Sur les 604 bâtiments dénombrés sur la commune en 2019, 602 sont en aléa moyen ou fort, soit 100 %, à comparer aux 84 % au niveau départemental et 54 % au niveau national. Une cartographie de l'exposition du territoire national au retrait gonflement des sols argileux est disponible sur le site du BRGM,.
Par ailleurs, afin de mieux appréhender le risque d’affaissement de terrain, l'inventaire national des cavités souterraines permet de localiser celles situées sur la commune.
Concernant les mouvements de terrains, la commune a été reconnue en état de catastrophe naturelle au titre des dommages causés par la sécheresse en 1990, 2003, 2005, 2009 et 2010 et par des mouvements de terrain en 1999.

#### Risques technologiques
La commune étant située totalement dans le périmètre du plan particulier d'intervention (PPI) de 20 km autour de la centrale nucléaire du Blayais, elle est exposée au risque nucléaire. En cas d'accident nucléaire, une alerte est donnée par différents médias (sirène, sms, radio, véhicules). Dès l'alerte, les personnes habitant dans le périmètre de 2 km se mettent à l'abri. Les personnes habitant dans le périmètre de 20 km peuvent être amenées, sur ordre du préfet, à évacuer et ingérer des comprimés d’iode stable,,.

## Toponymie
Cartelègue vient du latin quarta leuga (quarta lèga en ancien occitan), quatrième lieue, correspondant aux quatre lieues gauloises qui la séparent de Blaye, sur la voie romaine allant de Saintes à Bordeaux.

## Politique et administration

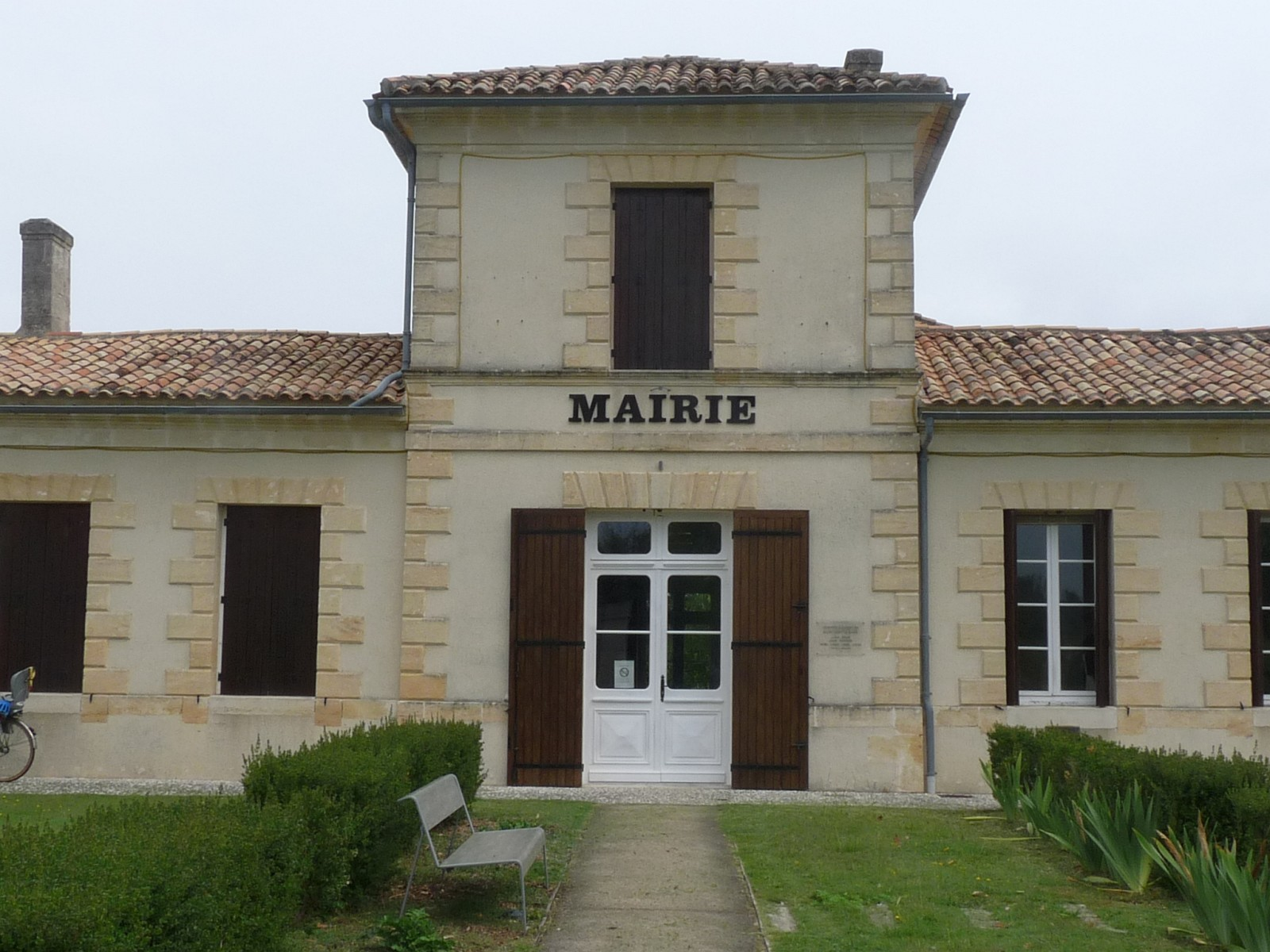
La mairie

| Période                                  | Période  | Identité           | Étiquette | Qualité |
| ---------------------------------------- | -------- | ------------------ | --------- | --- |
| Les données manquantes sont à compléter. |          |                    |           | |
| 1977                                     | 2014     | Jean-Marie Le Goff | SE        | |
| 2014                                     | En cours | Pierre Villar      | PS        | Retraité de l'enseignement Ancien premier adjoint du précédent maire, ancien président de la CC du canton de Blaye |

## Démographie
L'évolution du nombre d'habitants est connue à travers les recensements de la population effectués dans la commune depuis 1793. Pour les communes de moins de 10 000 habitants, une enquête de recensement portant sur toute la population est réalisée tous les cinq ans, les populations de référence des années intermédiaires étant quant à elles estimées par interpolation ou extrapolation. Pour la commune, le premier recensement exhaustif entrant dans le cadre du nouveau dispositif a été réalisé en 2008.

En 2022, la commune comptait 1 297 habitants, en évolution de +3,02 % par rapport à 2016 (Gironde : +6,91 %, France hors Mayotte : +2,11 %).
| 1793 | 1800 | 1806 | 1821  | 1831  | 1836  | 1841  | 1846  | 1851  |
| ---- | ---- | ---- | ----- | ----- | ----- | ----- | ----- | ----- |
| 942  | 990  | 960  | 1 076 | 1 101 | 1 162 | 1 226 | 1 201 | 1 192 |

| 1856  | 1861  | 1866  | 1872  | 1876  | 1881  | 1886  | 1891  | 1896  |
| ----- | ----- | ----- | ----- | ----- | ----- | ----- | ----- | ----- |
| 1 165 | 1 226 | 1 236 | 1 232 | 1 231 | 1 170 | 1 163 | 1 082 | 1 134 |

| 1901  | 1906  | 1911  | 1921  | 1926  | 1931  | 1936 | 1946 | 1954 |
| ----- | ----- | ----- | ----- | ----- | ----- | ---- | ---- | ---- |
| 1 114 | 1 236 | 1 164 | 1 093 | 1 103 | 1 002 | 969  | 847  | 858  |

| 1962 | 1968 | 1975 | 1982  | 1990 | 1999 | 2006  | 2008  | 2013  |
| ---- | ---- | ---- | ----- | ---- | ---- | ----- | ----- | ----- |
| 826  | 747  | 687  | 1 064 | 829  | 874  | 1 001 | 1 037 | 1 228 |

| 2018  | 2022  | - | - | - | - | - | - | - |
| ----- | ----- | - | - | - | - | - | - | - |
| 1 228 | 1 297 | - | - | - | - | - | - | - |

## Culture locale et patrimoine

### Équipements, services et vie locale
La commune possède une école maternelle et primaire, l'école Claude Monet.

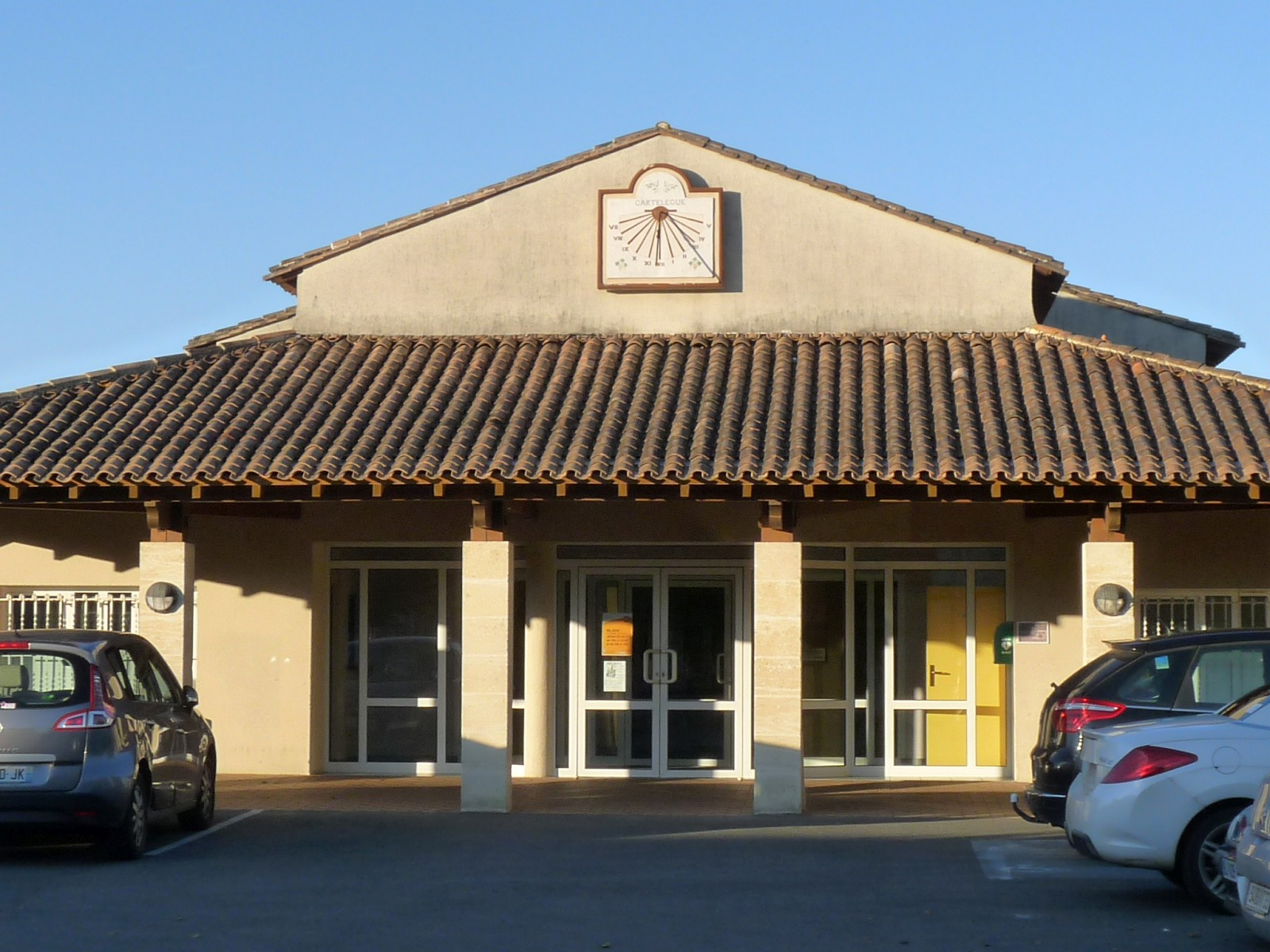
La salle des fêtes
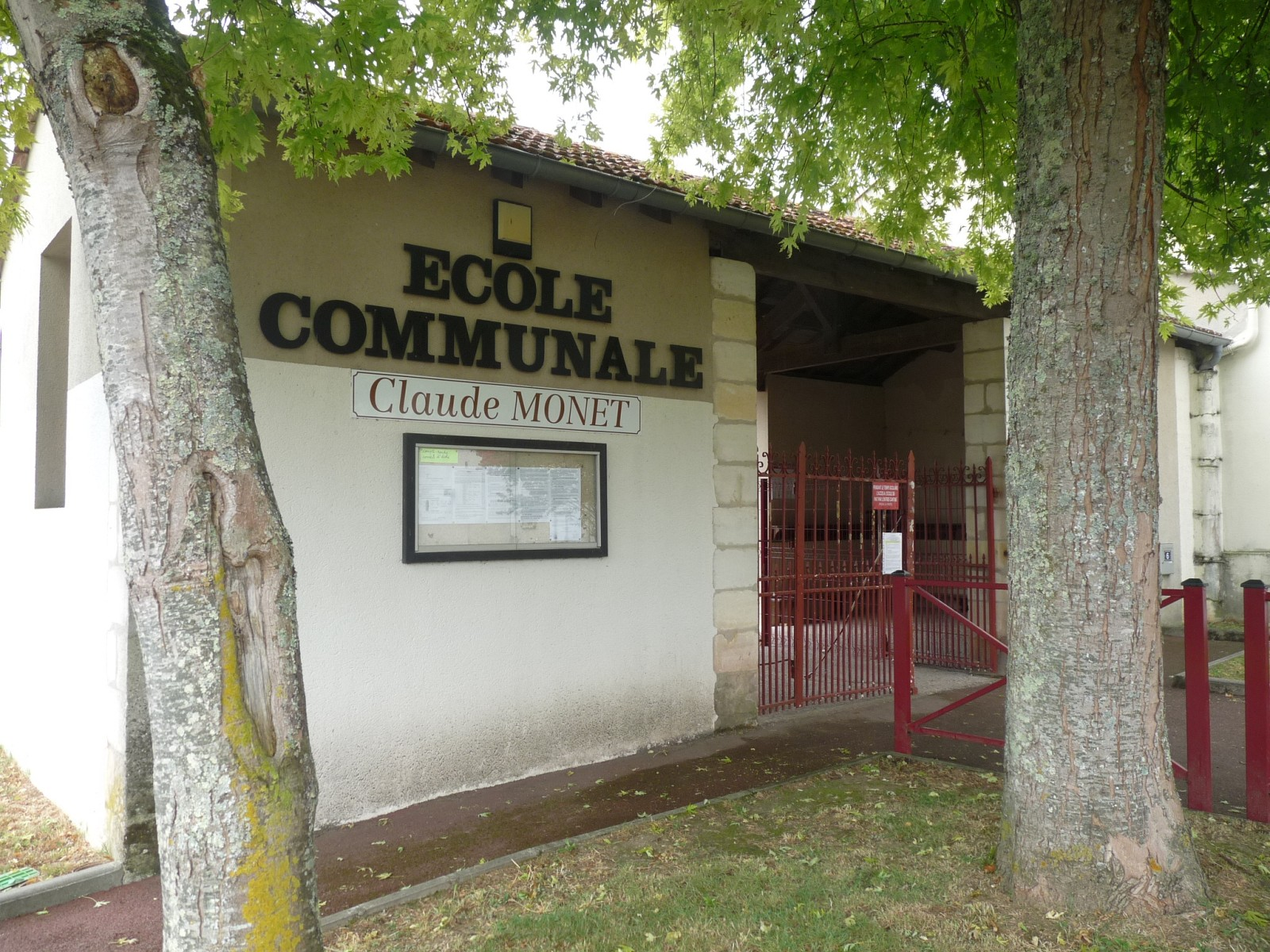
L'école communale

### Lieux et monuments
- L'église paroissiale Saint-Romain date du XIIIe siècle et elle est de style gothique. Elle a été remaniée au XVIIIe siècle. Elle est inscrite monument historique depuis 1925[29]. Son chevet à deux travées est protégé[29].
- Croix hosannière

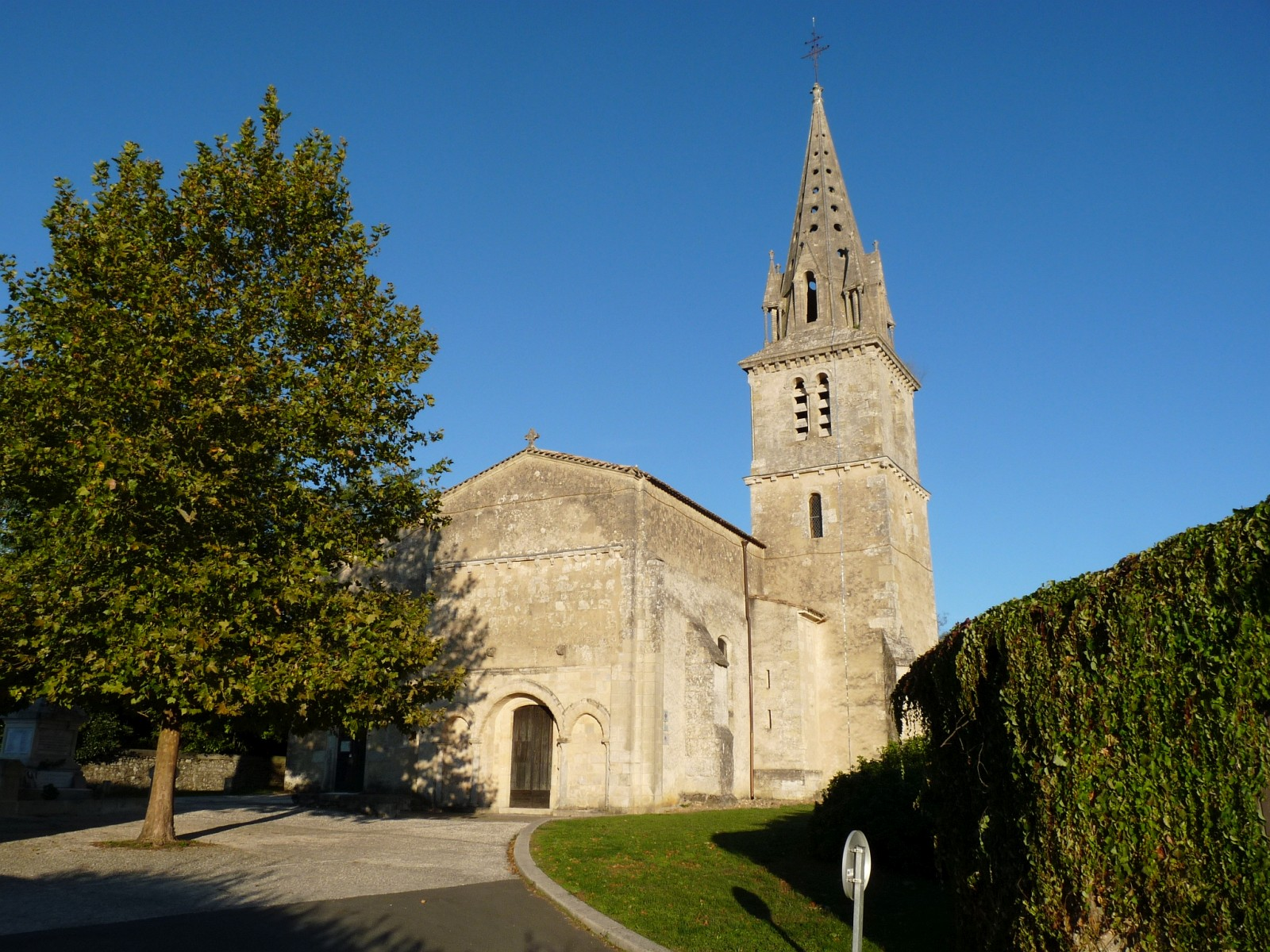
L'église Saint-Romain
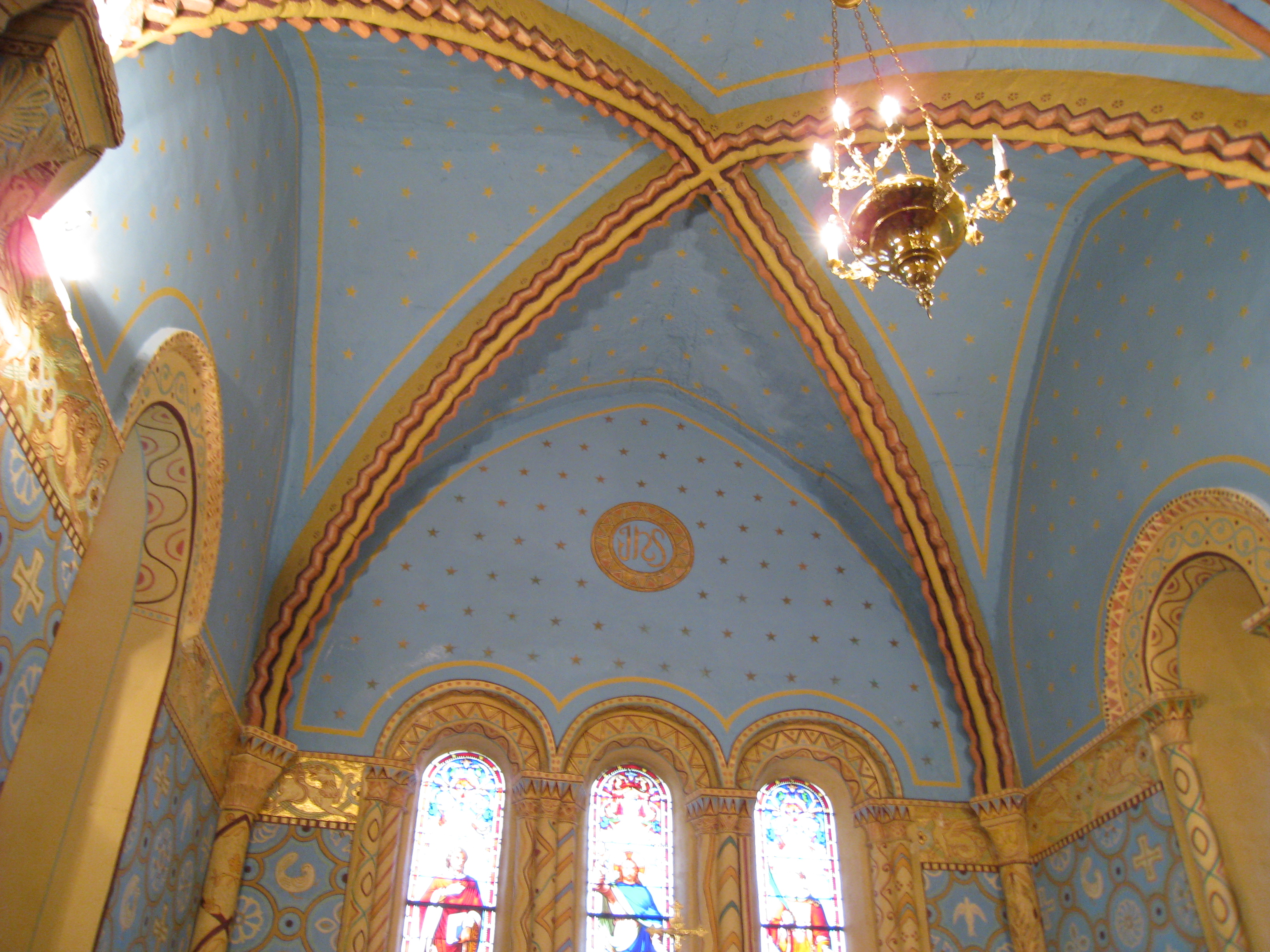
Le chœur de l'église

### Personnalités liées à la commune
- Serge Renaud (1927-2012), médecin-nutritionniste, chercheur, professeur des universités, né dans la commune[30].

### Héraldique
| Blason de Cartelègue | Blason  | Écartelé, aux premier et quatrième échiqueté d'azur et d'argent, aux deuxième et troisième d'argent à six mouchetures d'hermine de sable ordonnées 1, 2, 1 et 2, sur une partition tiercée en pal. |
| Blason de Cartelègue | Détails | Le statut officiel du blason reste à déterminer. |